# 1928-as norvég labdarúgókupa
A 1928-as norvég labdarúgókupa a Norvég labdarúgókupa 27. szezonja volt. A címvédő az Ørn Horten csapata volt. A kupában minden olyan csapat részt vehetett, amely tagja a Norvég labdarúgó-szövetségnek, kivéve az észak-norvégiai klubokat. A tornát újra az Ørn Horten nyerte meg, a kupa történetében harmadjára.

## Első kör
| 1. csapat       | Eredmény   | 2. csapat            |
| --------------- | ---------- | -------------------- |
| Agnes           | 1–2        | Odd                  |
| B.14            | 1–2        | Stabæk               |
| Bangsund        | 2–0        | Strinda              |
| Bergmann        | 0–4        | Rapp                 |
| Blink           | 0–4        | Brage                |
| Brann           | 8–0        | Ny-Solheim           |
| Brodd           | 4–0        | Egersund             |
| Donn            | 3–2        | Grane                |
| Eidsvold        | 4–2        | Hof                  |
| Eiker           | 8–0        | Fossekallen          |
| Falk            | 7–1        | Gråbein              |
| Brumunddal      | 6–2        | Lillehammer          |
| Fram Larvik     | 4–1        | Nanset               |
| Fredrikstad     | 2–1        | Ski                  |
| Freidig         | 1–3        | National             |
| Filtvedt Fremad | 2–8        | Kvik Halden          |
| Fremad          | 3–0        | Bøn                  |
| Frigg Oslo      | 13–1       | Ekeberg              |
| Gjeithus        | 1–5        | Ørn Horten           |
| Gjøvik-Lyn      | 4–2        | Birkebeineren        |
| Grue            | 4–0        | Årnes                |
| Hamar           | 6–0        | Tynset               |
| Hardy           | 2–8        | Viking               |
| Hasle           | 5–5 (h.u.) | Strong               |
| Holmestrand     | 2–4        | Østsiden             |
| Jevnaker        | 6–2        | Kampørn              |
| Kapp            | 1–2        | Gjøa                 |
| Kongsberg       | 2–5        | Drammen              |
| Kristiansund    | 2–3 (h.u.) | Rollon               |
| Kvik            | 9–2        | Steinkjer            |
| Lillestrøm      | 7–0        | Haga                 |
| Liv             | 0–4        | Drafn                |
| Minde           | 6–1        | Årstad               |
| Mjøndalen       | 12–1       | Snøgg                |
| Moss            | —          | Drøbak               |
| Nordstrand      | 1–14       | Lisleby              |
| Pors            | 0–4        | Larvik Turn          |
| Ranheim         | 2–4        | Neset                |
| Raufoss         | 4–1        | Hadelands-Kvik       |
| Roy             | 1–7        | Selbak               |
| Sandefjord BK   | 5–0        | Kragerø              |
| Sarpsborg       | 14–1       | Kråkstad             |
| Skiold          | 2–1        | Tønsberg-Kameratene  |
| Skotfos         | 2–3        | Ulefoss              |
| Stavanger       | 3–2        | Mandalskameratene    |
| Stord           | 1–3        | Vard                 |
| Strømmen BK     | 1–2        | Lyn                  |
| Sverre          | 7–0        | Namsos               |
| Tell            | 1–2        | Vikersund            |
| Torp            | 4–0        | Lillestrømkameratene |
| Trygg           | 6–2        | Norrøna              |
| Sandnes Ulf     | 3–1        | Flekkefjord          |
| Urædd           | 6–2        | Rjukan               |
| Verdal          | 3–2        | Harran               |
| Vigør           | 2–3        | Start                |
| Voss            | 1–4        | Djerv                |
| Vålerengen      | 8–1        | Jessheim             |
| Aalesund        | 10–1       | Braatt               |
| Újrajátszás     |            |                      |
| Strong          | 8–2        | Hasle                |

Az Eidsvold ismeretlen okok miatt diszkvalifikált, ezért egyik csapat sem jutott tovább a második körbe.
A Moss, a Strømsgodset és a Storm csapata mérkőzés nélkül továbbjutott.

## Második kör
| 1. csapat     | Eredmény | 2. csapat    |
| ------------- | -------- | ------------ |
| Brage         | 2–0      | Neset        |
| Brann         | 3–1      | Trygg        |
| Donn          | 1–5      | Start        |
| Drafn         | 2–0      | Jevnaker     |
| Drammen       | 3–0      | Raufoss      |
| Fremad        | 5–1      | Vålerengen   |
| Gjøvik-Lyn    | 5–0      | Grue         |
| Hamar         | 0–1      | Frigg Oslo   |
| Kvik Halden   | 3–2      | Lillestrøm   |
| Larvik Turn   | 7–2      | Eiker        |
| Lyn           | 4–0      | Brumunddal   |
| National      | 10–1     | Bangsund     |
| Odd           | 3–0      | Ulefoss      |
| Rapp          | 1–2      | Kvik         |
| Rollon        | 0–2      | Strømsgodset |
| Sandefjord BK | 1–0      | Storm        |
| Selbak        | 3–1      | Mjøndalen    |
| Stabæk        | 0–8      | Sarpsborg    |
| Strong        | 2–1      | Gjøa         |
| Sverre        | 7–0      | Verdal       |
| Sandnes Ulf   | 0–5      | Stavanger    |
| Urædd         | 4–0      | Falk         |
| Vard          | 2–1      | Minde        |
| Vikersund     | 2–3      | Skiold       |
| Viking        | 1–0      | Brodd        |
| Ørn Horten    | 8–1      | Torp         |
| Østsiden      | 3–2      | Moss         |

A Lisleby, a Fredrikstad, a Fram Larvik, a Djerv és az Aalesund csapata mérkőzés nélkül továbbjutott.

## Harmadik kör
| 1. csapat    | Eredmény | 2. csapat     |
| ------------ | -------- | ------------- |
| Aalesund     | 2–1      | National      |
| Sverre       | 1–2      | Brage         |
| Frigg Oslo   | 2–4      | Brann         |
| Djerv        | 1–4      | Drafn         |
| Odd          | 4–1      | Drammen       |
| Start        | 0–5      | Fram Larvik   |
| Fredrikstad  | 11–0     | Strong        |
| Strømsgodset | 1–0      | Fremad        |
| Skiold       | 2–3      | Kvik Halden   |
| Kvik         | 2–5      | Lyn           |
| Larvik Turn  | 2–0      | Sandefjord BK |
| Lisleby      | 2–1      | Selbak        |
| Gjøvik-Lyn   | 0–6      | Ørn Horten    |
| Sarpsborg    | 3–2      | Østsiden      |
| Stavanger    | 2–3      | Urædd         |
| Vard         | 0–6      | Viking        |

## Negyedik kör
| 1. csapat   | Eredmény | 2. csapat    |
| ----------- | -------- | ------------ |
| Brann       | 4–0      | Aalesund     |
| Brage       | 2–4      | Sarpsborg    |
| Drafn       | 2–1      | Larvik Turn  |
| Urædd       | 3–1      | Fram Larvik  |
| Viking      | 1–2      | Fredrikstad  |
| Kvik Halden | 5–3      | Lisleby      |
| Lyn         | 2–3      | Odd          |
| Ørn Horten  | 3–0      | Strømsgodset |
| Újrajátszás |          |              |
| Odd         | 1–2      | Lyn          |

A Lyn–Odd mérkőzés végeredményét érvénytelenítették a szurkolók felháborodása miatt, ezért az újrajátszás mellett döntöttek.

## Negyeddöntők
| 1. csapat   | Eredmény   | 2. csapat |
| ----------- | ---------- | --------- |
| Sarpsborg   | 1–1 (h.u.) | Brann     |
| Ørn Horten  | 2–1        | Drafn     |
| Fredrikstad | 3–1        | Urædd     |
| Kvik Halden | 0–1        | Lyn       |
| Újrajátszás |            |           |
| Sarpsborg   | 2–1        | Brann     |

## Elődöntők
| 1. csapat   | Eredmény   | 2. csapat   |
| ----------- | ---------- | ----------- |
| Lyn         | 4–1        | Fredrikstad |
| Ørn Horten  | 1–1 (h.u.) | Sarpsborg   |
| Újrajátszás |            |             |
| Ørn Horten  | 4–3        | Sarpsborg   |

## Döntő
| 1928. október 14. |

| Ørn Horten                    | 2–1 | Lyn        |
| ----------------------------- | --- | ---------- |
| Fredriksen 1' Thorstensen 53' |     | Riberg 30' |

| Halden Stadion, Halden Nézőszám: 6 717 Játékvezető: Paulus Nilsen (Brodd) |